# 加俾額爾·阿摩特
加俾額爾·阿摩特（義大利語：Gabriele Amorth，1925年5月1日—2016年9月16日），出生於義大利艾米利亞的摩德納，1954年晉鐸成為神父，並於1986年受命成為驅魔師，受教於驅魔專家肯迪度·阿曼蒂尼神父，從此展開驅魔生涯。
他擔任驅魔師將近30年，進行過16萬次以上的驅魔儀式，是羅馬教廷的首席驅魔師，找他求助的人不只來自義大利，還包括法國、英國、德國、西班牙等，幾乎遍及世界各地，1993年與六位成員成立「驅魔人國際協會」，2014年7月1日正式獲得具教會法源的立案，在過世前，他都是「驅魔人國際協會」的終身名譽主席。
他是聖保祿修會的會士，著有多本關於驅魔的書，也在許多神學及靈修期刊上發表他的經驗。2016年，他因肺部感染死亡，享年91歲。

## 相關電影
《魔鬼與阿摩特神父》是威廉·弗里德金執導的一部紀錄片，於2017年8月上映，主要講述加俾額爾·阿摩特的一次驅魔活動。
《梵蒂岡驅魔士》是朱利斯·艾弗里執導的一部美國超自然恐怖片，於2023年4月上映，改編自加俾額爾·阿摩特的回憶錄《驅魔士的自述》（An Exorcist Tells His Story）及《驅魔士：更多故事》（An Exorcist: More Stories），由羅素·克洛主演。

## 不同之處
解放勳章（2016年9月8日）由城市行政官在義大利國防部長在場的情況下頒發，以表彰他在1943年反對納粹的黨派鬥爭中發揮的重要作用。